# メメント・モリ (X-ファイルのエピソード)
「メメント・モリ」（原題:Memento Mori）は『X-ファイル』のシーズン4第15話で、1997年2月9日にFOXが初めて放送した。なお、本エピソードは「ミソロジー」に属するエピソードである。
後述のように、製作スタッフたちの間では「ミソロジー」系エピソードの最高傑作と看做されているエピソードである。

## スタッフ
- 監督:ロブ・ボウマン
- 脚本:クリス・カーター、フランク・スポットニッツ、ヴィンス・ギリガン、ジョン・シバン

## キャスト

### レギュラー
- デイヴィッド・ドゥカヴニー - フォックス・モルダー特別捜査官
- ジリアン・アンダーソン - ダナ・スカリー特別捜査官
- ミッチ・ピレッジ - ウォルター・スキナーFBI副長官
- ウィリアム・B・デイヴィス - シガレット・スモーキング・マン

### ゲスト
- シーラ・ラーケン - マーガレット・スカリー
- ブルース・ハーウッド - ジョン・フィッツジェラルド・バイヤース
- トム・ブレイドウッド - メルビン・フロヒキー
- ディーン・ハグランド - リチャード・ラングリー
- モリス・パニッシュ - 銀髪の男
- デヴィッド・ラヴグレン - カート・クロフォード
- ショーン・アレン - ケヴィン・スキャンロン医師
- ジリアン・バーバー - ペニー・ノーザン

## ストーリー
副鼻腔と大脳の付近にがん細胞が増殖していると診断されたスカリーは、モルダーとスキナーにだけその事実を打ち明け、可能な限りFBI捜査官として働き続けることを決めた。スカリーは自身と同じようにガンを患っていたUFO愛好家団体（MUFON）のメンバーたちのことを思い出し、モルダーと共に彼女たちが住むペンシルベニア州のアレンタウンへと向かった。2人はメンバーの一人の自宅を訪れたが、すでに亡くなっていたことを知るだけだった。しかし、何者かが彼女の家の電話を使った痕跡があったのである。その人物が電話をかけたのは、同じくMUFONのメンバーであるクロフォードの家だった。クロフォードは2人に「1人を除く全員がガンで亡くなった」と告げるのだった。モルダーとクロフォードはガンの原因が政府とエイリアンの陰謀だと主張したが、スカリーはその説に懐疑的だった。
スカリーは最後の生き残りであるペニー・ノーザンが入院する病院を訪れた。その頃、モルダーはMUFONのメンバーでエイリアンに誘拐されたと主張する人々が不妊状態にあったにも拘わらず、近くの産婦人科で何らかの処置を受けていたことを突き止めた。モルダーがスカリーと電話している最中に、クロフォードはシンジケートの殺し屋である銀髪の男に殺されてしまった。クロフォードは人間とエイリアンのハイブリッドだったのである。ペニーの主治医であるスキャンロン医師と面談した後、スカリーは化学療法を受ける決断を下した。
モルダーが産婦人科を調べると、そこには死んだはずのクロフォードがいたのである。彼の協力を得て、モルダーは産婦人科のデータベースに侵入し、そこにスカリーのデータファイルが存在することを知った。スカリーを何としてでも救いたいモルダーは、シガレット・スモーキング・マンとの取り引きを試みようとしたが、スキナーがそれを制止した。しかし、その後しばらくして、スキナーはモルダーの代わりにシガレット・スモーキング・マンとの取り引きに臨んでいた。
モルダーはローン・ガンメンの協力を得て、政府の研究施設のセキュリティを突破した。そこにはスカリーを治療するための情報があると考えたからである。施設に入ったモルダーは、スキャンロン医師がクロフォードのクローンたちと共に何らかの実験を行っているのを目撃した。クローンはモルダーにスカリーの卵細胞を見せながら、「私たちはエイリアンに誘拐された女性たちを救おうとしているのです。出来ることなら、異星人の入植計画を内部から崩壊させるつもりです。」と言った。卵細胞を受け取ったモルダーは、施設から出ようとしたが、銀髪の男に見つかってしまった。何とか振り切ったモルダーはスカリーが治療を受けている病院へ向かった。そこでスカリーから「ペニーは亡くなったけど、最後まで病に打ち勝とうとしていたわ」と告げられる。
FBI本部。モルダーはスモーキングマンと取り引きしようとした自分を止めてくれたスキナーにお礼を述べた。モルダーが副長官室を去った後、スキナーはスモーキング・マンとの交渉を開始する。

## 製作
製作チームがスカリーにガンを患わせる決断を下したのは、シーズン4の製作が始まってすぐのことであった。クリス・カーターはスカリーの母親、マーガレットがガンを患うという設定にしようと考えていたが、後にスカリー本人がガンを患う設定にすることとした。この設定を取り入れることで、『X-ファイル』は信仰、科学、ヘルスケア、ある種の超常現象といったものを深く掘り下げられるようになるという見込みがあったのである。しかし、スタッフの中には「そんな設定はいかにもテレビ的で安っぽい」と反対する者もいた。しかし、フランク・スポットニッツは「過去のエピソードでガンに冒されたアブダクティを登場させたのだから、スカリーがガンに冒されるのは自然な流れである」と反論したのだという。
別の脚本が没になったことを受けて、ヴィンス・ギリガン、ジョン・シバン、フランク・スポットニッツの3名は本エピソードの脚本を急ピッチで書き上げなければならない状況に追い込まれた。スポットニッツは「ダリン・モーガンが製作スタッフから離脱したが、彼は今後も非公式に協力を続けてくれると言った。シーズン4の第11話あたりで、僕たちは新しいものを何も生み出せていないと気がついた。ジョンとヴィンスと僕は2日ほどで脚本を書き上げることにした。しかし、結局は4日もかかってしまった。他のスタッフは暇そうにしていたよ。『X-ファイル』を製作していたときの経験で、一番嫌な経験がこれなんだ」と語っている。
最初のバージョンが長すぎたため、スカリーの兄であるビル・スカリーの登場シーンをカットせざるを得なくなった。なお、パット・スキッパーはシーズン4最終話「ゲッセマネ」で再びビルを演じた。ビルの登場シーンはシーズン2第8話「昇天 Part.3」におけるドン・S・デイヴィス演じるウィリアム・スカリー（スカリーの父親）の登場シーンをなぞったものになっていた。つまり、海軍の制服を着たビルが、横たわるスカリーの側で彼女に語りかけるシーンになっていた。
本編からカットされたシーンはそれだけではない。モルダーとスカリーのキスシーンもカットされることになった（なお、このエピソード以前にモルダーとスカリーがキスをしたことはない）。キスシーンはデヴィッド・ドゥカヴニーとジリアン・アンダーソンのアドリブによるものだった。カーターは「キスシーンは劇場版第1作まで取っておこう」と判断したが、映画にキスシーンは盛り込まれなかった。なお、モルダーとスカリーが初めてキスをしたのはシーズン6第3話の「トライアングル」であった。
本エピソードの冒頭、白い光の奥に佇むスカリーに向かってカメラが接近していくシーンはCGを使用せずに撮影されたものである。細長いトンネル状のセットが組まれ、その内部一面にアルミホイルを貼り付け、その中をカメラが進むことによって撮影されたシーンである。アルミホイルが光を反射するおかげで、あの不思議な質感が出たのである。さらに幻想的な雰囲気を出すために、ポスト・プロダクション作業ではぼかしを入れる作業やフレーム処理が行われた。夢から徐々に覚めていくような感覚を表現した映像を作りたかったのだという。
カート・クロフォードのクローンたちが登場するシーンはモーション・コントロール・カメラによって撮影された。これによって、全てのクローンをデヴィッド・ラヴグレン一人で演じられるようになった。違う角度から何回も同じシーンを撮り直した。その際、カメラの動きはコンピュータによってコントロールされていた。ポスト・プロダクション作業において、別々の角度から撮影した映像を違和感なく合成する作業が行われた。ポール・ラブウィンによると、映像に青色光を発する物体と緑色光を発する物体が映っていたが故に、合成作業は困難を極めたのだという。

## 評価
1997年2月9日、FOXは本エピソードを初めてアメリカで放映し、1910万人の視聴者を獲得した。
『A.V.クラブ』のトッド・ヴァンデルワーフは本エピソードにA評価を下し、「あるシーンでは美しい物語が、また別のシーンでは忘れられない物語が展開されている。濃密すぎると言っても良い物語だ。」「『X-ファイル』の「ミソロジー」の各要素の中には共通の土台を持たないものもあった。しかし、本エピソードにおいて、そんな断片が一つに纏まったように思える。」と賞賛する一方で、「スカリーのガンの話とモルダーの捜査の話が今ひとつかみ合っていないように思える。死の恐怖と共に生きるという主題が掘り下げられていない。同じくシーズン4の「タトゥー」ではそれが出来ていたのに。」と批判している。
スポットニッツは本エピソードの出来について「『X-ファイル』の「ミソロジー」系エピソードの中でも最高の出来だと思う。気に入っているエピソードなんだ」と語っている。カーターも本エピソードが「ミソロジー」系エピソードの中の最高傑作であると述べている。
本エピソードはプライムタイム・エミー賞において、脚本賞と美術賞にノミネートされたが、受賞は逃した。